# 홍콩 입법회
홍콩 특별행정구 입법회(중국어 간체자: 香港特别行政区立法会, 정체자: 香港特別行政區立法會, 한어 병음: Xiānggǎng Tèbiéxíngzhèngqū Lìfǎhuì, 월병: Hoeng1 gong2 dak6 bit6 hang4 zing3 keoi1 lap6 faat3 wui6, 영어: Legislative Council of the Hong Kong Special Administrative Region, 줄여서 LegCo)는 홍콩의 단원제 최고 입법 기관이다. 홍콩특별행정구 기본법에 근거해 설치되어 있다.

## 역사
홍콩 입법회는 영국이 홍콩을 다스리던 시대에 세워진 단원제 입법 기관인 입법국(立法局)을 전신으로 하고 있다. 1843년 3명의 의원이 임명되어, 이듬해에 홍콩에서 처음으로 회의가 열렸다. 그 뒤 점점 의원 수가 많아져, 1928년에는 18명이 되었다. 1967년에 홍콩 폭동이 일어난 뒤 홍콩 사회의 안정을 위해 부분적인 민주화가 이루어져 입법국 의원 수도 26명으로 늘어났다. 그리고 1973년에는 46명, 1980년에는 50명으로 늘어났다.
1985년에는 간접 선거 제도가 도입되어 의원 24명을 뽑았다. 이에 자극을 받은 민주파 진영은 영국령 홍콩 정부에게 1988년부터 직접 선거 제도를 실시할 것을 요구했지만 실현되지 않았다. 직접 선거범위는 1991년에 도입되어 전 의석도 60명에까지 늘려져 한층 더 홍콩에 있어서의 정당 결성의 계기가 되었다. 홍콩 반환이 가까워지자, 중화인민공화국과 영국이 입법국의 전 의원이 그대로 입법회에 연임하는 방안에 합의하여, 반환 뒤 입법회의 기초가 되었다.
1994년에는 홍콩의 마지막 총독이었던 크리스 패튼이 홍콩 입법국 의원 수 확대, 선거구 개편, 선거권 연령을 21세에 18세로 하향하는 등의 내용이 담긴 선거제 개편안을 승인했다. 하지만 중국 정부가 패튼 총독의 계획에 반대했기 때문에 영국의 식민지 시대에 선출되었던 입법국 의원들이 홍콩 반환 이후에도 계속 활동할 수 있도록 규정한 계획도 취소되었으며, 입법국 또한 1997년 6월 30일을 기해 해체되었다. 대신 중국 정부는 홍콩 반환에 대비하여 기존의 입법국을 대체할 임시 입법회를 설립하기로 결정했다.
중국 정부는 영국과 홍콩 정부, 홍콩의 민주파 진영의 반발에도 불구하고 광둥성 선전시에서 60석으로 구성된 홍콩 임시 입법회를 일방적으로 구성했다. 1996년 12월 21일에는 선전시에서 홍콩 임시 입법회 선거가 진행되었으나, 민주파 진영은 대거 불참하고 건제파 진영만 참여했다. 홍콩 임시 입법회는 1997년 1월 25일부터 1998년 6월 30일까지 활동했는데, 홍콩 반환 이전인 1997년 1월 25일부터 6월 30일까지는 선전시에서 활동했다.
1998년 7월 1일에 제1대 홍콩 입법회가 정식 개원했고, 2000년부터는 4년마다 실시하는 선거를 통해 입법회 의원 60명을 선출했다. 2010년에는 홍콩 특별행정구 정부가 입법회 의석 수를 60석에서 70석으로 확대하는 내용을 담은 입법회 선거 개편안을 승인했는데, 홍콩 시민들이 5석을 추가로 직접 선출하고, 홍콩의 구의회 의원들이 5석을 추가로 선출하는 방식이었다. 하지만 2019년에 민주파 진영이 홍콩에서 일어난 대규모 시위 과정에서 입법회 청사를 점거하는 사태가 벌어지기도 했다.
2020년 7월 31일에는 캐리 람 홍콩 행정장관이 홍콩에서 일어난 코로나19 범유행을 이유로 2020년 9월 6일에 예정되어 있던 입법회 선거를 1년 연기했고, 중국 전국인민대표대회는 홍콩 입법부 의원들의 임기를 최소 1년 연장하기로 결정했다. 이에 대해 홍콩의 민주파 진영은 홍콩 특별행정구 정부가 홍콩 시민들의 투표권을 박탈했다고 반발했는데, 이는 2019년 홍콩 구의회 선거 압승을 계기로 홍콩 입법회 선거에서 과반 이상을 달성하기 위한 "35+" 캠페인을 주도했기 때문이다. 또한 홍콩의 민주파 소속 정치인 12명은 중국 전국인민대표대회의 결정에 따라 홍콩 국가보안법 위반, 홍콩 문제에 대한 외국 세력의 개입 요청, 홍콩에 대한 중국의 주권 불인정, 홍콩 입법회의 기능 무력화, 홍콩의 독립·자치 지지를 이유로 입법회 선거 입후보 자격을 박탈당했다. 2020년 11월 11일에는 중국 전국인민대표대회가 민주파 소속 홍콩 입법회 의원 4명에 대해 국가 안보 위협을 부추기고 외국 세력의 홍콩 문제 개입을 지지했다는 이유로 자격을 박탈했다. 이에 민주파 소속 입법회 의원 15명은 중국 전국인민대표대회의 결정에 항의하는 표시로 집단 사퇴했다.
2021년에는 중국 전국인민대표대회가 홍콩의 선거 제도 개편을 승인했는데, 시진핑 국가주석은 "애국자가 통치하는 홍콩"만이 홍콩의 장기적인 안정과 안보를 도모할 수 있다고 밝혔다. 전국인민대표대회에서 제시한 홍콩의 선거 제도 개편안은 홍콩 입법회 선거에 참여한 후보들의 자격을 심사하는 위원회 설립을 허용하고, 입법회 의석 수를 기존의 70석에서 90석으로 확대하는 내용을 담고 있다. 또한 홍콩 시민들이 직접 선출하던 의석은 35석에서 20석으로 축소되었고, 구의회에서 선출하던 5석도 폐지되었다. 그 외에 중국 정부가 영향력을 행사하는 홍콩 선거위원회가 40석을 추가로 선출했고, 나머지 30석은 직능 선거구로 남게 되었다.

## 같이 보기
- 의회